# Elaphoidella cavatica
Elaphoidella cavatica is een eenoogkreeftjessoort uit de familie van de Canthocamptidae. De wetenschappelijke naam van de soort is voor het eerst geldig gepubliceerd in 1957 door Chappuis.